# 산타베네라

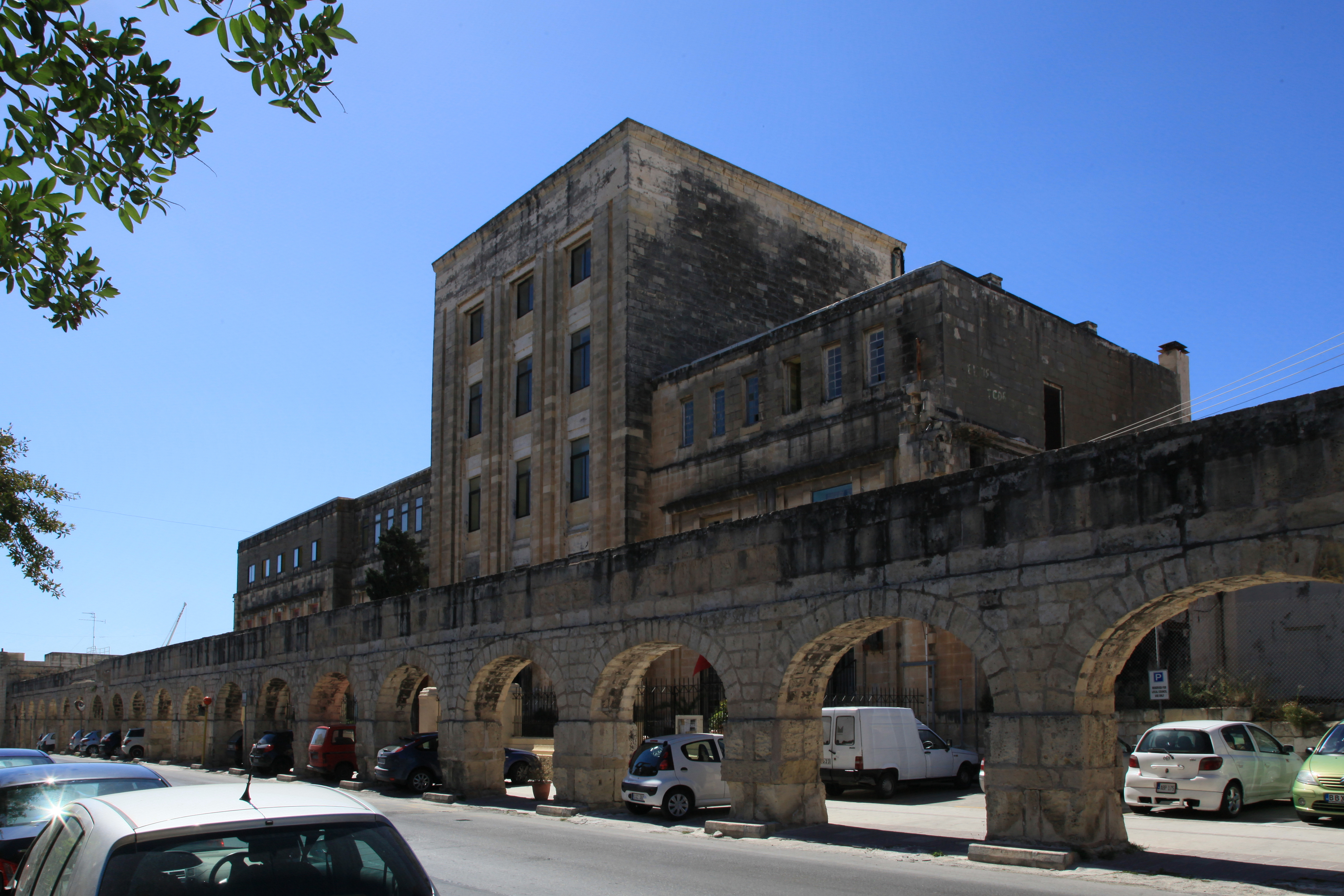
산타베네라에 있는 수도교의 모습

산타베네라의 위치

산타베네라(몰타어: Santa Venera)는 몰타의 도시로 면적은 0.9km2, 인구는 6,800명(2011년 기준), 인구 밀도는 7,600명/km2이다. 비르키르카라와 함룬 사이에 위치한다.

시기
시 문장